# Johann Steinböck

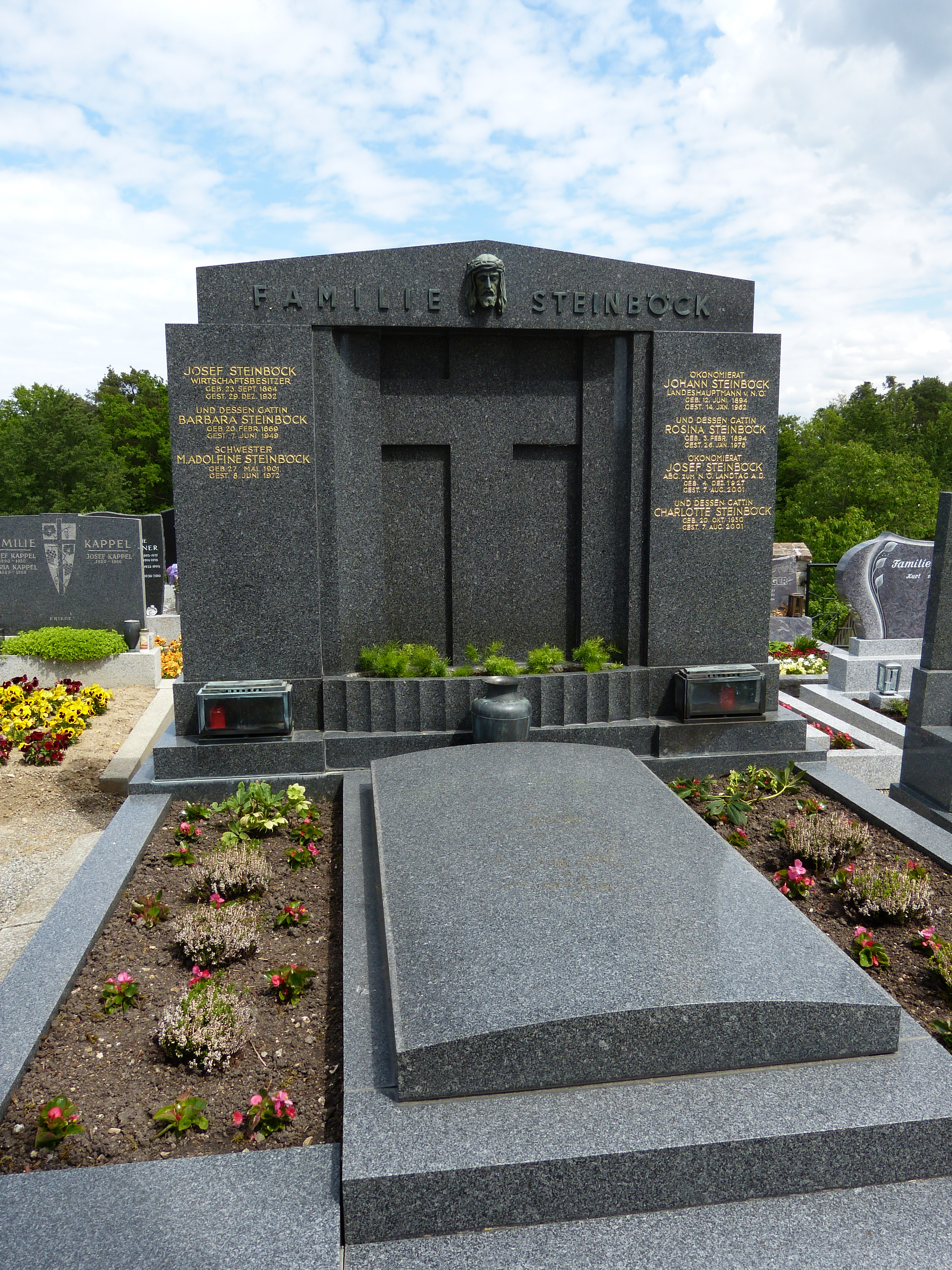
Grabmal von Johann Steinböck in Strögen/NÖ

Johann Steinböck (* 12. Juni 1894 in Frauenhofen bei Horn, Niederösterreich; † 14. Jänner 1962 in Wien) war Landwirt und Politiker (ÖVP) und Landeshauptmann von Niederösterreich.

## Leben
Johann Steinböck entstammt einer in Frauenhofen alteingesessenen Bauernfamilie. Neben seiner Arbeit am väterlichen Hof, war er schon politisch im Bauernbund engagiert und Mitglied der CS.
Sein Sohn Josef Steinböck (1927–2001) war Politiker (ÖVP).

## Politik
In Frauenhofen bei Horn wurde er 1928 Bürgermeister und 1932 Mitglied des niederösterreichischen Landtages, wo er von 1934 bis 1938 das Gemeindereferat leitete. Nach dem Zweiten Weltkrieg war er wieder Abgeordneter und wurde am 5. Mai 1949 Landeshauptmann von Niederösterreich. Dieses Amt bekleidete er bis zu seinem Tod 1962. Gleichzeitig war er auch Präsident des niederösterreichischen Bauernbundes.

## Auszeichnungen
- 1950 erhielt er als einer der ersten die Silberne Florianiplakette des Niederösterreichischen Landesfeuerwehrverbandes.[1]